# غاري جايلز
غاري جايلز (12 يناير 1940 في نيوزيلندا - 5 فبراير 2014) (بالإنجليزية: Gary Giles)‏ هو لاعب كريكت نيوزلندي.

## وصلات خارجية
- غاري جايلز على موقع إي آس بي آن كريك إنفو (الإنجليزية)